# Morges–Les Roseaux
Morges-Les Roseaux est le nom d'un site palafittique préhistorique des Alpes, situé sur les rives du lac Léman sur le territoire de la commune de Morges dans le canton de Vaud, en Suisse.

## Description du site
Le site des Roseaux, tout comme La Grande Cité voisine, a été découvert et fouillé dès 1854 par François Forel, père de François-Alphonse Forel, et a révélé de nombreux objets de pierre, de bronze et de fer. Selon les études, la station des Roseaux a été occupée entre 1776 et 1600 av. J.-C..
La station est classée comme bien culturel d'importance nationale. Elle est à l'origine de l'appellation « type Roseaux » qui s'applique à des haches spatuliformes en bronze ainsi qu'à des tasses en céramique.